# Distrikt Huacachi
Der Distrikt Huacachi liegt in der Provinz Huari in der Region Ancash in West-Peru. Der Distrikt wurde am 14. Oktober 1901 gegründet. Er besitzt eine Fläche von 88,9 km². Beim Zensus 2017 wurden 1876 Einwohner gezählt. Im Jahr 1993 lag die Einwohnerzahl bei 2667, im Jahr 2007 bei 2111. Die Distriktverwaltung befindet sich in der 3509 m hoch gelegenen Ortschaft Huacachi mit 808 Einwohnern (Stand 2017). Huacachi liegt 25 km östlich der Provinzhauptstadt Huari.

## Geographische Lage
Der Distrikt Huacachi liegt im Nordosten der Provinz Huari. Der Río Puchca fließt entlang der nordwestlichen Distriktgrenze nach Nordosten. 
Der Distrikt Huacachi grenzt im Nordwesten an den Distrikt Aczo, im Norden an den Distrikt Anra, im Südosten an den Distrikt Singa (Provinz Huamalíes), im Süden an den Distrikt Miraflores (ebenfalls in der Provinz Huamalíes) sowie im Westen der Distrikt Pontó.